# سیارک ۴۸۴۲۴
سیارک ۴۸۴۲۴ (به انگلیسی: 48424 Souchay، نامگذاری:1988XW4) چهل و هشت هزار و چهارصد و بیست و چهارمین سیارک کشف شده‌است که در ۵ دسامبر ۱۹۸۸ کشف شد.